# Langbogfjellet
Langbogfjellet är ett berg i Antarktis. Det ligger i Östantarktis. Norge gör anspråk på området. Toppen på Langbogfjellet är 2 613 meter över havet, eller 248 meter över den omgivande terrängen. Bredden vid basen är 3,6 km.
Terrängen runt Langbogfjellet är huvudsakligen kuperad, men österut är den bergig. Trakten är obefolkad. Det finns inga samhällen i närheten. 